# Курджипская
Курджипская (адыг. Курджыпс) — станица в Майкопском муниципальном районе республики Адыгея России. Входит в Краснооктябрьское сельское поселение.

## География
Станица расположена в горно-лесной местности на реке Курджипс в месте впадения реки Працюха, в 16 км к югу от Майкопа.

## История
Станица основана в 1863 году. Входила в Майкопский отдел Кубанской области.

## Население
| 2002  | 2010  | 2013  | 2014  | 2015  | 2016  | 2017  |
| ----- | ----- | ----- | ----- | ----- | ----- | ----- |
| 1758  | ↘1576 | ↘1574 | ↘1567 | ↗1590 | ↗1600 | ↗1612 |
| 2018  | 2019  | 2020  | 2021  | 2023  | 2024  |       |
| ↗1618 | ↘1603 | ↘1586 | ↗1597 | ↘1593 | ↘1573 |       |

По данным Всероссийской переписи населения 2021 года:
| Народ               | Численность, чел. | Доля от всего населения, % |
| ------------------- | ----------------- | -------------------------- |
| русские             | 1 326             | 83,03 %                    |
| армяне              | 24                | 1,50 %                     |
| украинцы            | 14                | 0,88 %                     |
| адыги (черкесы)     | 12                | 0,75 %                     |
| другие / не указано | 221               | 13,84 %                    |
| всего               | 1 597             | 100,0 %                    |